# Криворізький госпітальний округ
Згідно Розпорядження Кабінету міністрів України, Криворізький госпітальний округ складається з медичних закладів, які розміщені на території:
- м. Кривого Рогу
- м. Жовтих Вод
- Апостолівського району
- Криворізького району
- П'ятихатського району (Зорянської сільської ради, Мар'янівської сільської ради, Саврівської сільської ради, Богдано-Надеждівської сільської ради, Жовтянської сільської ради)
- Софіївського району
- Широківського району

Госпітальний округ не буде окремою юридичною особою або окремим рівнем територіальної організації влади, а відіграватиме роль механізму координації та спільного прийняття рішень представниками місцевих органів влади, території яких він охоплюватиме. Межі і склад кожного округу запропоновано Дніпропетровською обласною державною адміністрацією виходячи з критеріїв формування округу, встановлених Порядком створення госпітальних округів. Госпітальні округи створюються як "функціональні об'єднання лікарень, розташованих на визначеній території". Заклади охорони здоров'я, охоплені госпітальним округом, залишатимуться у власності і підпорядкуванні місцевих органів влади, що є учасниками госпітального округу. Наступним кроком удосконалення вторинної (спеціалізованої) медичної допомоги буде створення госпітальних рад для координації дій, напрацювання пропозицій щодо організації й функціонування медичної допомоги у межах кожного госпітального округу та підготовка й затвердження перспективних планів розвитку госпітальних округів на 5 років (з урахуванням потреби модернізації та необхідних ресурсів). Для фінансування поступової перебудови закладів охорони здоров'я госпітальних округів пропонується створення окремої програми Державного бюджету. Оптимізація мережі через госпітальні округи дозволить вирішити більшість проблем вторинного рівня медичної допомоги, оскільки збалансовує місцеву автономію та керованість процесу Урядом, а також створить відповідні фінансові стимули.